# Changelog
Un registro de cambios (también se usa la forma inglesa, changelog) es un archivo que lista los cambios hechos a un proyecto informático (como por ejemplo un sitio web o un proyecto de software) desde su última versión, incluyendo habitualmente corrección de errores, nuevas características, etc. La mayoría de proyectos de código abierto incluyen un registro de cambios como uno de los ficheros más importantes de sus distribuciones.
Aunque el nombre canónico de estos archivos es ChangeLog, a veces reciben nombres alternativos como CHANGES (cambios) o HISTORY (historial) (NEWS -novedades- suele ser un archivo diferente que refleja los cambios entre una publicación y otra, no entre commits). Algunos administradores de proyectos le añaden la extensión .txt como apéndice al archivo.
Algunos sistemas de control de versiones pueden generar la información relevante para este tipo de documentos automáticamente.